# Palūšė

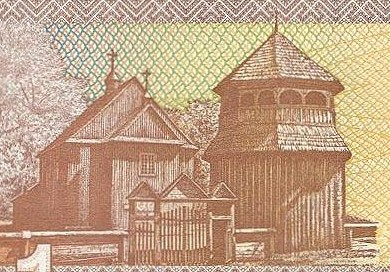
La iglesia de madera en el billete de 1 lita.

Palūšė (en polaco, Połusze) es un pueblo turístico situado en el parque nacional Aukštaitija, al este de Lituania, al suroeste de Ignalina. La iglesia de Palūšė, de 1750, es considerada la iglesia más antigua hecha en madera de Lituania.